# مدینه ناصر

مدینة ناصر نام شهر و شهرستانی در استان بنی سویف مصر است. 

## منبع
ویکی‌پدیای عربی، ۲۱ مارس ۲۰۰۷.